# Elrabolva (film, 2008)
Az Elrabolva (eredeti cím: Taken) 2008-ban bemutatott akciófilm, melyet Luc Besson és Robert Mark Kamen forgatókönyve alapján Pierre Morel rendezett.
A főszerepet Liam Neeson, Famke Janssen, és Maggie Grace játszotta. Neeson egy olyan ex-CIA ügynököt alakít, akinek tinédzser lányát európai utazása során elrabolják, hogy prostitúcióra kényszerítsék.

## Cselekmény
Bryan Mills (Liam Neeson) ex-CIA-ügynök, aki már elvált, lányát, Kimet (Maggie Grace) volt felesége (Famke Janssen) és az új mostohaapja (Xander Berkeley) neveli. Millsnek mindene a lánya, bármit megtenne érte. Kim születésnapjára egy karaokegépet vesz, mert a lánya énekes szeretne lenni. Azonban az ajándékát elhomályosítja mostohaapja ajándéka: egy igazi ló. A születésnapról csalódottan távozik, majd munkát vállal. Egy híres énekesnőt, Sheerah-t (Holly Valance) kell egy koncerten védeni.
A munka után kap egy névjegykártyát a sztártól. Elhatározza, hogy ezzel lepi meg a lányát. Kim is tartogat apjának egy meglepetést: bejelenti, hogy Európába utazik barátnőjével, Amandával (Katie Cassidy). Mills nem akarja elengedni, de végül igent mond egy feltétellel: érkezés után egyből telefonálni kell haza.
Kim a párizsi reptéren leszállás után megismerkedik Peterrel, akivel együtt mennek a szállásra. A taxi előtt még Peter készít egy fotót a lányokról a mobiltelefonjukkal. Érkezés után nem sokkal rájuk törik az ajtót és Amandát elrabolják. Kimnek még sikerül beszélnie az apjával, aki egyből megérti, hogy mi történik. Kim is barátnője sorsára jut.
Mills egyből Európába repül, hogy visszaszerezze a lányát. Ebben volt munkatársai is segítik. 96 órája van, hogy megtalálja a lányát. Utána már a reménykedés is hiábavaló lenne.
Kiderül, hogy Kimet egy albán bűnbanda rabolta el, amely prostitúcióval foglalkozik. Mills kideríti a bűnbanda tartózkodási helyét, és a nyomok alapján egyre közelebb kerül lányához, közben Kim barátnőjét holtan találja.

## Szereplők
| Szerep              | Színész           | Magyar hangja      |
| ------------------- | ----------------- | ------------------ |
| Bryan Mills         | Liam Neeson       | Csernák János      |
| Kim Mills           | Maggie Grace      | Györfi Anna        |
| Lenore (Lenny)      | Famke Janssen     | Fehér Anna         |
| Stuart              | Xander Berkeley   | Rosta Sándor       |
| Amanda              | Katie Cassidy     | Bogdányi Titanilla |
| Sam                 | Leland Orser      | Háda János         |
| Jean-Claude         | Olivier Rabourdin | Jakab Csaba        |
| Sheerah             | Holly Valance     | Csondor Kata       |
| Casey               | Jon Gries         | Koncz István       |
| Bernie              | David Warshofsky  | Bácskai János      |
| Victor              | Nathan Rippy      |                    |
| Isabelle            | Camille Japy      | Incze Ildikó       |
| Peter               | Nicolas Giraud    | Janicsek Péter     |
| Marko Hoxha         | Arben Bajraktaraj | Maday Gábor        |
| Patrice Saint Clair | Gérard Watkins    | Barát Attila       |